# Micropsyrassa nitida
Micropsyrassa nitida là một loài bọ cánh cứng trong họ Cerambycidae.